# Laz Stubički
Laz Stubički is een plaats in de gemeente Marija Bistrica in de Kroatische provincie Krapina-Zagorje. De plaats telt 292 inwoners (2001).